# Goździcznik

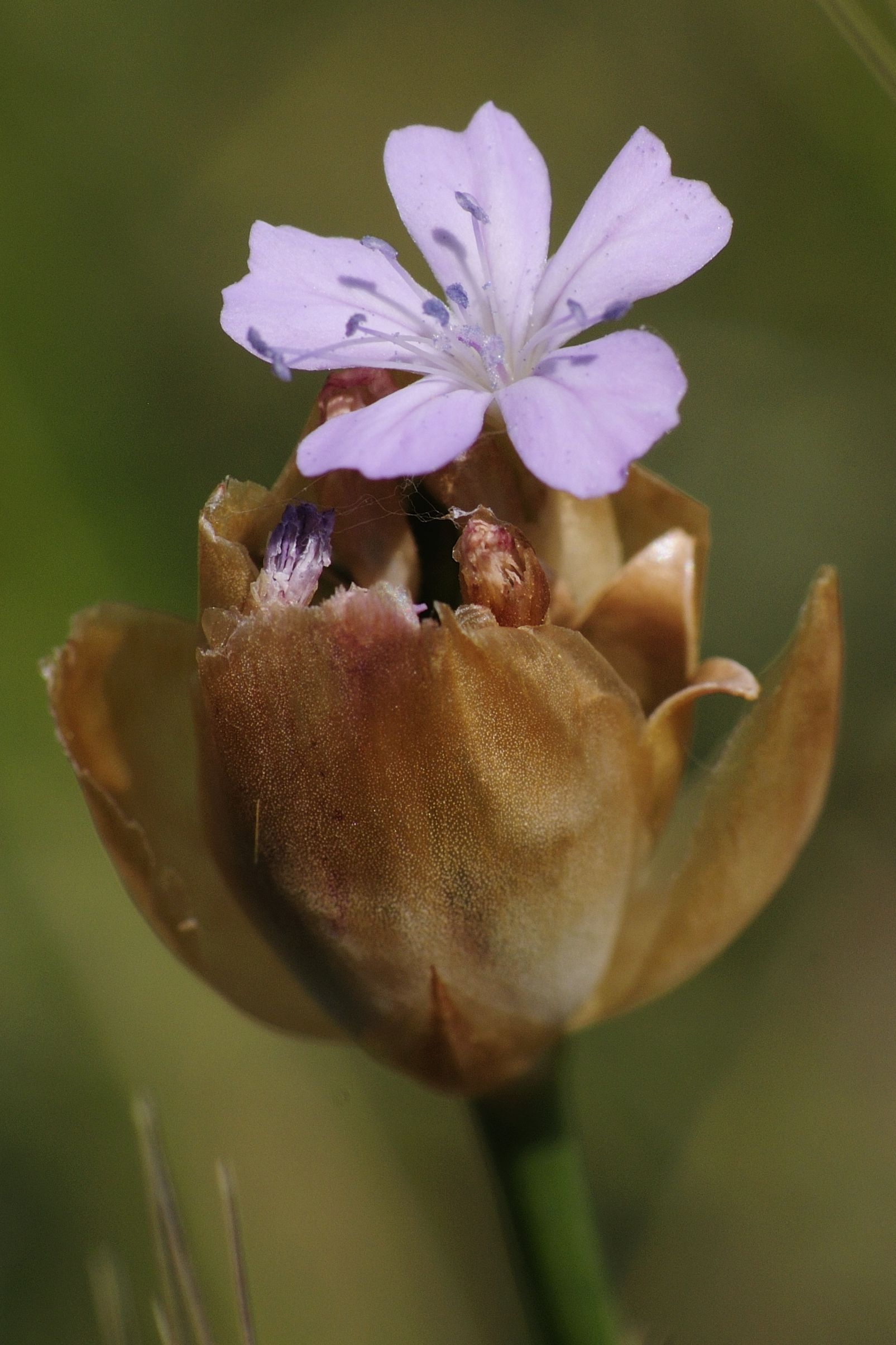
Goździcznik wycięty

Goździcznik (Petrorhagia (Ser.) Link) – rodzaj roślin z rodziny goździkowatych. Obejmuje 31 gatunków. Występują one w Europie, południowo-zachodniej Azji i w północnej Afryce, z centrum zróżnicowania w basenie Morza Śródziemnego. W Polsce jako rodzimy rośnie goździcznik wycięty P. prolifera, zadomowionym przybyszem jest goździcznik skalnicowy P. saxifraga, zaś przejściowo tylko dziczeje zawlekany goździcznik aksamitny P. dubia. Niektóre gatunki rozprzestrzenione zostały na inne kontynenty, w tym stając się uciążliwymi roślinami inwazyjnymi, np. w Australii. Goździczniki rosną w suchych murawach na skałach i stokach wzgórz. Goździcznik skalnicowy bywa uprawiany jako roślina ozdobna.

## Morfologia
PokrójRośliny jednoroczne, dwuletnie i byliny o licznych, wzniesionych i szorstkich łodygach, pojedynczych lub rozgałęzionych, u nasady często drewniejących.
LiścieNaprzeciwległe, wąskie, na szczycie zaostrzone, u nasady zrośnięte w pochewkę liściową, z 1 lub 3 żyłkami.
KwiatyObupłciowe lub czasem jednopłciowe, zebrane w szczytowe kwiatostany wierzchotkowe luźne lub główkowato skupione, wsparte zwykle 4 podsadkami. Kielich o długości 4–15 mm, składa się z 5 działek zrośniętych cylindrycznie lub dzwonkowato, z błoniastym szwem wzdłuż miejsca zrośnięcia. Płatków korony jest 5, białych, różowych lub czerwonych. Pręcików jest 10, z miodnikami u nasady nitek. Słupek z jednokomorową zalążnią i dwiema szyjkami o długości 2–9 mm.
OwoceTorebki jajowate do podługowatych otwierające się 4 ząbkami. Zawierają 8–15 czarno-brązowych nasion, jednostronnie bocznie spłaszczonych.

## Systematyka
Rodzaj bardzo zmienny, o cechach morfologicznych pośrednich między rodzajami goździk (Dianthus) i łyszczec (Gypsophila). Dzielony jest na pięć sekcji. Niektórzy autorzy wyodrębniają 5 gatunków z szerokimi, błoniastymi podsadkami otulającymi cały kwiatostan w odrębny rodzaj Kohlrauschia Kunth.
Pozycja systematyczna
Rodzaj z plemienia Caryophylleae z podrodziny Caryophylloideae, rodziny goździkowatych (Caryophyllaceae).
Wykaz gatunków
- Petrorhagia arabica (Boiss.) P.W.Ball & Heywood
- Petrorhagia cretica (L.) P.W.Ball & Heywood
- Petrorhagia cyrenaica (E.A.Durand & Barratte) P.W.Ball & Heywood
- Petrorhagia dianthoides (Sm.) P.W.Ball & Heywood
- Petrorhagia dubia (Raf.) G.López & Romo – goździcznik aksamitny
- Petrorhagia elymaitica (Mozaff.) Falat., Assadi & F.Ghahrem.
- Petrorhagia fasciculata (Margot & Reut.) P.W.Ball & Heywood
- Petrorhagia glumacea (Bory & Chaub.) P.W.Ball & Heywood
- Petrorhagia graminea (Sm.) P.W.Ball & Heywood
- Petrorhagia grandiflora Iatroú
- Petrorhagia hispidula (Boiss. & Heldr.) P.W.Ball & Heywood
- Petrorhagia illyrica (Ard.) P.W.Ball & Heywood
- Petrorhagia kennedyae (A.K.Jacks. & Turrill) P.W.Ball & Heywood
- Petrorhagia laconica Trigas, Kalpoutz. & Kougioum.
- Petrorhagia lycica (P.H.Davis) P.W.Ball & Heywood
- Petrorhagia macra (Boiss. & Hausskn.) P.W.Ball & Heywood
- Petrorhagia nanteuilii (Burnat) P.W.Ball & Heywood
- Petrorhagia obcordata (Margot & Reut.) Greuter & Burdet
- Petrorhagia ochroleuca (Sm.) P.W.Ball & Heywood
- Petrorhagia pamphylica (Boiss. & Balansa) P.W.Ball & Heywood
- Petrorhagia peroninii (Boiss.) P.W.Ball & Heywood
- Petrorhagia phthiotica (Boiss. & Heldr.) P.W.Ball & Heywood
- Petrorhagia prolifera (L.) P.W.Ball & Heywood – goździcznik wycięty
- Petrorhagia rhiphaea (Pau & Font Quer) P.W.Ball & Heywood
- Petrorhagia rupestris Brullo & Furnari
- Petrorhagia sarbaghiae S.A.Ahmad
- Petrorhagia saxifraga (L.) Link – goździcznik skalnicowy
- Petrorhagia syriaca (Boiss.) Mouterde & Greuter
- Petrorhagia thessala (Boiss.) P.W.Ball & Heywood
- Petrorhagia wheeler-hainesii Rech.f.
- Petrorhagia zoharyana Liston